# Fulton (Maryland)
Pour les articles homonymes, voir Fulton.
Fulton est une census-designated place située dans le comté de Howard, dans l’État du Maryland, aux États-Unis. Lors du recensement de 2020, elle comptait 5 916 habitants.